# Liste der Bodendenkmale in Hemdingen
In der Liste der Bodendenkmale in Hemdingen sind die Bodendenkmale der Gemeinde Hemdingen nach dem Stand der Bodendenkmalliste des Archäologischen Landesamts Schleswig-Holstein von 2016 aufgelistet. Die Baudenkmale sind in der Liste der Kulturdenkmale in Hemdingen aufgeführt.
| Denkmal-ID           | Befundart           | Bezeichnung               | Zeitstellung                 | Lage | Bemerkungen | Bild |
| -------------------- | ------------------- | ------------------------- | ---------------------------- | ---- | ----------- | ---- |
| aKD-ALSH-Nr. 002 412 | Grabmal > Grabhügel | Grabhügel „Krattwäldchen“ | Vor- und/oder Frühgeschichte |      |             |      |
| aKD-ALSH-Nr. 002 413 | Grabmal > Grabhügel | Grabhügel „Krattwäldchen“ | Vor- und/oder Frühgeschichte |      |             |      |
| aKD-ALSH-Nr. 002 414 | Grabmal > Grabhügel | Grabhügel „Krattwäldchen“ | Vor- und/oder Frühgeschichte |      |             |      |
| aKD-ALSH-Nr. 002 415 | Grabmal > Grabhügel | Grabhügel „Krattwäldchen“ | Vor- und/oder Frühgeschichte |      |             |      |
| aKD-ALSH-Nr. 002 416 | Grabmal > Grabhügel | Grabhügel „Krattwäldchen“ | Vor- und/oder Frühgeschichte |      |             |      |
| aKD-ALSH-Nr. 002 417 | Grabmal > Grabhügel | Grabhügel „Krattwäldchen“ | Vor- und/oder Frühgeschichte |      |             |      |
| aKD-ALSH-Nr. 002 418 | Grabmal > Grabhügel | Grabhügel „Krattwäldchen“ | Vor- und/oder Frühgeschichte |      |             |      |
| aKD-ALSH-Nr. 002 419 | Grabmal > Grabhügel | Grabhügel „Krattwäldchen“ | Vor- und/oder Frühgeschichte |      |             |      |
| aKD-ALSH-Nr. 002 420 | Grabmal > Grabhügel | Grabhügel „Krattwäldchen“ | Vor- und/oder Frühgeschichte |      |             |      |
| aKD-ALSH-Nr. 002 421 | Grabmal > Grabhügel | Grabhügel „Krattwäldchen“ | Vor- und/oder Frühgeschichte |      |             |      |
| aKD-ALSH-Nr. 002 422 | Grabmal > Grabhügel | Grabhügel „Krattwäldchen“ | Vor- und/oder Frühgeschichte |      |             |      |
| aKD-ALSH-Nr. 002 423 | Grabmal > Grabhügel | Grabhügel „Krattwäldchen“ | Vor- und/oder Frühgeschichte |      |             |      |
| aKD-ALSH-Nr. 002 424 | Grabmal > Grabhügel | Grabhügel „Krattwäldchen“ | Vor- und/oder Frühgeschichte |      |             |      |
| aKD-ALSH-Nr. 002 425 | Grabmal > Grabhügel | Grabhügel „Krattwäldchen“ | Vor- und/oder Frühgeschichte |      |             |      |
| aKD-ALSH-Nr. 002 426 | Grabmal > Grabhügel | Grabhügel „Krattwäldchen“ | Vor- und/oder Frühgeschichte |      |             |      |
| aKD-ALSH-Nr. 002 427 | Grabmal > Grabhügel | Grabhügel „Krattwäldchen“ | Vor- und/oder Frühgeschichte |      |             |      |
| aKD-ALSH-Nr. 002 428 | Grabmal > Grabhügel | Grabhügel „Krattwäldchen“ | Vor- und/oder Frühgeschichte |      |             |      |
| aKD-ALSH-Nr. 002 429 | Grabmal > Grabhügel | Grabhügel „Krattwäldchen“ | Vor- und/oder Frühgeschichte |      |             |      |
| aKD-ALSH-Nr. 002 430 | Grabmal > Grabhügel | Grabhügel „Krattwäldchen“ | Vor- und/oder Frühgeschichte |      |             |      |
| aKD-ALSH-Nr. 002 431 | Grabmal > Grabhügel | Grabhügel „Krattwäldchen“ | Vor- und/oder Frühgeschichte |      |             |      |